# پوزیترون
نخستین نشانه‌های وجود پوزیترون یعنی ضدذره سبکی که تنها اختلاف آن با الکترون در علامت بار است در سال ۱۹۳۲ به کمک اتاقک ابر ویلسون به دست آمد. در اتاقک ابر ویلسون واقع در میدان مغناطیسی رد باریکی که به‌طور آشکار مربوط به یک ذره تک بار و خیلی سبک همانند الکترون بود، مشاهده شد که در جهتی متناظر با بار مثبت منحرف می‌شد.

## خواص پوزیترون و نحوه شناسایی
بعدها ثابت شد که فرایند عمده برای تشکیل پوزیترونها عبارت‌اند از: پرتوزایی مصنوعی و اندرکنش پرتوهای گامای پرانرژی وابسته به آن‌ها با هسته‌های اتم. یکی از این فرایندها را می‌توان با قراردادن اتاقک ابر ویلسون در میدان و تاباندن باریکه نازک تابش بر آن بررسی کرد. در بعضی عکسها در مسیر باریکه تابش گاما رد دوگانه خاصی دیده می‌شود.
ذرات باردار متحرک در گاز با یونیدن اتمهای گازدار انرژی از دست می‌دهد و در نتیجه پیوسته از سرعتش کاسته می‌شود. آزمون کامل این رد آشکار می‌کند که خمیدگی هر شاخه آن با افزایش فاصله از پیچیدگی رد تیز تر می‌شود. این پدیده به این معناست که ما با ردهایی از جفت ذره خارج شونده از یک نقطه سروکار داریم نه رد خم شده یک ذره. تنها با داوری از روی درجه یونش هر دو رد به رد الکترون‌ها می‌مانند.
این ردها که معرف جفت ذرات اخیر هستند در میدان مغناطیسی و در جهت‌های مختلف خم شده‌اند؛ یعنی به ذره‌هایی باردار تعلق دارند. با استفاده از مواد پرتوزا به عنوان چشمه‌های غنی پوزیترون مطالعه جزئیات خواص این مواد ممکن شده‌است. به ویژه ثابت شده‌است که جرم پوزیترون دقیقاً با جرم الکترون برابر یعنی حدود ۱/۲۰۰۰ جرم پروتون است.

## انفعالات پوزیترونی
نتایج اخیر ما را به این نتیجه منجر می‌کند که یکی از ذره‌ها الکترون و دیگری پوزیترون است؛ بنابراین کوانتومهای گاما که از درون ماده می‌گذرند (گاز در اتاقک ابر ویلسون) به جای ذره واحد جفت الکترون و پوزیترون تشکیل می‌دهند. این پدیده به تشکیل جفت‌های الکترون و پوزیترون معروف شده‌است (پدیده تولید جفت).
مباحث نظری نشان می‌دهد که در نتیجه اندرکنش کوانتوم با میدان الکتریکی هسته اتمی ماده این جفت تشکیل می‌شود در این فرایند کوانتوم با میدان الکتریکی هسته اتمی ماده، این جفت تشکیل می‌شود. در این فرایند کوانتوم به جفت الکترون و پوزیترون تبدیل می‌شود و هسته بدون تغییر باقی می‌ماند.
فرایند عکس تشکیل جفت الکترون و پوزیترون نیز کشف شده‌است معلوم شده‌است که با نزدیکترکردن الکترون و پوزیترون تا فاصله‌های کوتاه بر اثر نیروهای جاذبه الکترومغناطیسی ممکن است دو کوانتوم تشکیل و در جهت‌های مخالف از یکدیگر دور شوند. فرایند ترکیب الکترون و پوزیترون همراه با تبدیل آن‌ها به کوانتوم‌های گاما را نابودی جفت نامیده‌اند. نابودی به دلیل نبود پوزیترون روی زمین انتخاب شده‌است.

## ناپایداری پوزیترون
پس از زمان کوتاهی از تشکیل آن هر پوزیترون با یک الکترون محیط ترکیب می‌شود و به دو کوانتوم نور تبدیل می‌شوند(نابودی الکترون-پوزیترون). تشکیل جفت‌های الکترون و پوزیترون از کوانتوم‌های و ترکیب الکترونها با پوزیترون‌ها که به تشکیل دو کوانتوم منجر می‌شود اساساً فرایند جدیدی است که در آن تبدیل متقابل تابش میدان الکترومغناطیسی فوتون‌های گاما) و ذرات ماده الکترون و پوزیترون صورت می‌گیرد.
کشف پوزیترون اثباتی بر خواص موجی ذرات:
خواص ذرات از جنبه‌های زیادی با خواص میدان الکترومغناطیسی (نور) فرق دارد. عمده‌ترین اختلاف این است که همه اجسام پیرامون ما از ذرات ساخته شده‌اند ممکن است به نظر رسد که فقط نور است که عمل انتقال انرژی از بعضی اجسام به بعضی دیگر را انجام می‌دهد به این دلیل حتی در آغاز سده ۲۰ بر این باور بودند که نور (میدان الکترومغناطیسی) و ماده را سد غیرقابل گذری از یکدیگر جدا کرده‌است.
بعداً خواص ذره‌ای نور کشف شد معلوم شد که نور خواص شارش ذرات فوتون‌ها را باخواص موجی همراه دارد از طرف دیگر خواص موجی که قبلاً فقط به نور اختصاص می‌دادند و یکی از خصایص متمایز آن می‌شمردند، در ذرات ماده نیزکشف شد این اکتشافات روی شکاف میان مفاهیم نور و ماده پل زد. مهم‌تر از این بعد از کشف تبدیل‌های متقابل نور ('کوانتومهای' گاما) و ذرات ماده (جفتهای الکترون و پوزیترون) روشن شد که ارتباط بسیار ریشه داری میان نور و ماده وجود دارد.
ذرات ماده و فوتون‌ها (میدانهای الکترومغناطیسی) دو شکل مختلف ماده‌اند. فوتون خصایص مشترک زیادی با ذرات دیگر از خود به نمایش می‌گذارد ولی ویژگی مهمی دارد و آن این است که جرم در حال سکون (جرم سکون) آن برابر صفر است. فوتون همیشه با سرعت نور حرکت می‌کند هر گاه ناگزیر به توقف شود (نظیر موقع جذب) دیگر نوری وجود نخواهد داشت.

## چشمه‌های تولید پوزیترون
پوزیترون را به تنهایی نمی‌توان تولید کرد زیرا ذره ناپایداری است و به سرعت ناپدید می‌شود. عموماً پوزیترون را به کمک واکنش‌های هسته‌ای بنیادی و نیز به کمک پدیده تولید جفت که در آن به همراه الکترون از نابودی یک فوتون به دست می‌آورند. سیستم آشکارسازی پوزیترون نیز همانند نحوه تولیدش به لحاظ ناپایداری پوزیترون فرایند مستقلی نیست و بیشتر از طریق پدیده نابودی جفت به وجود پوزیترون پی می‌برند.